# 红脖子反抗
红脖子反抗（英語：Redneck Revolt，缩写为RR）是美国的一个左翼政治组织，于2009年在堪萨斯州成立。该组织主要在工人阶级群体中进行组织。该组织支持持枪权，成员通常公开携带武器。其政治立场是反资本主义、反种族主义和反法西斯主义。其成员曾参与2017年针对唐纳德·特朗普和极右翼的多次抗议活动。